# Бахман, Лев Исаакович
Лев (Лейб) Исаа́кович Ба́хман (1830, Кишинёв, Бессарабская область — 1896, Петергоф) — русский архитектор, представитель эклетического направления.
Первый еврей, окончивший Петербургскую Императорскую Академию художеств (1852—1861). Так и не получив права жительства в Петербурге, до конца жизни жил в пригородах.
Основные работы: проект памятника А. С. Пушкину для Москвы (1860), проект Большой Хоральной синагоги на 1200 мест и прилегающего комплекса зданий в Петербурге (совместно с И. И. Шапошниковым, 1869—1871 годы), жилые дома в окрестностях Петербурга.
Синагога, по описанию Осипа Мандельштама, «с коническими своими шапками и луковичными сферами, как пышная чужая смоковница», была построена на участке по Офицерской и Большой Мастерской улицам (ныне улица Декабристов и Лермонтовский проспект) в 1893 году. Арабо-мавританский стиль для главного еврейского храма города был выбран по совету литературного критика В. В. Стасова. Строительство вели А. В. Малов и Б. И. Гиршович.